# Rougeotia calumniosa
Rougeotia calumniosa är en fjärilsart som beskrevs av Emilio Berio 1939. Rougeotia calumniosa ingår i släktet Rougeotia och familjen nattflyn. Inga underarter finns listade.